# Coscineuta virens
Coscineuta virens är en insektsart som först beskrevs av Carl Peter Thunberg 1815.  Coscineuta virens ingår i släktet Coscineuta och familjen gräshoppor. Inga underarter finns listade i Catalogue of Life.